# Usellus
Usellus település Olaszországban, Szardínia régióban, Oristano megyében. Lakosainak száma 710 fő (2023. január 1.). Usellus Albagiara, Ales, Gonnosnò, Mogorella, Villa Verde és Villaurbana községekkel határos.

## Népesség
A település lakossága az elmúlt években az alábbi módon változott:
| Lakosok száma | 773  | 765  | 710  |
|               | 2017 | 2018 | 2023 |